# Agnieszka Pomaska
Agnieszka Dominika Pomaska, née le 8 janvier 1980 à Gdynia, est une femme politique polonaise membre de la Plate-forme civique (PO).

## Biographie

### Jeunesse
Elle adhère en 2001 à l'association des Jeunes démocrates (MD). L'année suivante, elle se présente aux élections municipales à Gdańsk sur la liste de la Plate-forme civique. Élue au conseil municipal avec 780 voix préférentielles dans la 2e circonscription, elle est diplômée en science politique de l'université de la ville en 2005. Elle est réélue au cours des élections locales qui se tiennent un an plus tard en totalisant 3 410 votes de préférence.

### Députée
Dans la perspective des élections législatives anticipées du 21 octobre 2007, la PO l'investit candidate dans la circonscription de Gdańsk. Elle occupe alors la huitième position de la liste conduite par Sławomir Nowak. Elle remporte alors 9 495 suffrages préférentiels, dont plus de 7 500 à Gdańsk.
Ce résultat constitue le neuvième score des candidats de la Plate-forme civique, qui remporte seulement huit élus. Toutefois, à la suite de l'élection de Jarosław Wałęsa au Parlement européen, Agnieszka Pomaska fait son entrée à la Diète le 24 juin 2009, à l'âge de 29 ans.
Pour les élections législatives du 9 octobre 2011, elle est remontée en quatrième place de la liste toujours emmenée par Nowak. Cumulant 16 117 voix préférentielles, dont près de 13 000 dans le chef-lieu de la circonscription, elle est réélue avec le troisième résultat des députés de la PO.
Elle est réinvestie troisième de la liste PO, cette fois-ci conduite par le ministre des Sports Adam Korol, à l'approche des élections législatives du 25 octobre 2015. Elle est de nouveau élue, avec 22 196 voix de préférence, obtenant le deuxième score de la liste devant le numéro deux Sławomir Neumann, dont 16 000 à Gdańsk, où elle talonne Korol.